# Instytut Historii Litwy
Instytut Historii Litwy (lit. Lietuvos istorijos institutas) – instytut naukowy z siedzibą w Wilnie. Jego historia sięga 1939.
Wydaje czasopisma naukowe "Lietuvos istorijos metraštis" i "Lithuanian Historical Studies".

## Dyrektorzy instytutu
- 1941 – Konstantinas Jablonskis
- 1946–1948 - Povilas Pakarklis
- 1948–1970 - Juozas Žiugžda
- 1970–1987 – Bronius Vaitkevičius
- 1987–1992 – Vytautas Merkys
- 1992–1999 – Antanas Tyla
- 1999–2000 – Edmundas Rimša
- 2000–2008 – Alvydas Nikžentaitis
- od 2008 – Rimantas Miknys